# Initial Coin Offering
Initial Coin Offering (ICO) oder auch Initial Public Coin Offering (IPCO) (bzw. Token Sale oder Token Generating Event (TGE)) ist eine oftmals unregulierte Methode des Crowdinvestings, die von Unternehmen verwendet wird, deren Geschäftsmodell auf Kryptowährungen basiert. Mit dieser Methode der erstmaligen Kapitalaufnahme vermeiden Kryptowährungs-Firmen den streng regulierten Prozess der Kapitalaufnahme, der von Risikokapitalgebern, Banken oder Börsen vorgeschrieben wird, wenn sie sogenannte „utility tokens“ bzw. „cryptocurrency tokens“ emittieren. Im Falle der Emission von sogenannten „security tokens“ finden nationale Wertpapiergesetze Anwendung, sodass solche „Security Token Offerings“ (STOs) einer ähnlich strengen Regulierung unterfallen wie reguläre Börsengänge. In einem Initial Coin Offering wird ein Anteil einer neu emittierten Kryptowährung an Anleger verkauft im Austausch gegen staatlich emittierte Währungen oder gegen andere Kryptowährungen.

## Allgemeines
Es handelt sich um ein sehr ähnliches Konzept wie ein Börsengang (Initial Public Offering). Der Begriff wird oft im Zusammenhang mit „Token Sale“ verwendet und stellt eine Form des Crowdfundings dar. Beide Begriffe referenzieren eine Finanzierungsmöglichkeit, bei der Investoren Zugang zu einem künftigen Feature des finanzierten Projektes bekommen; das Projekt startet aber erst in der Zukunft. Über ICOs erwirbt der Investor hingegen einen Eigentumsanteil oder Erlösanteile am finanzierten Projekt. Laut Amy Wan ist „das ‚coin‘ bei einem ICO das Symbol für das Interesse, Eigentum an einer Organisation zu erwerben – sozusagen eine digitale Aktie“. Über ICO kann aber auch mehr als ein monetärer Vorteil erworben werden, wie das Beispiel Storjcoin zeigt: Über Storjcoins erwirbt der Käufer das Recht, von storj.io angebotenen Speicherplatz zu nutzen.
Der erste Verkauf sogenannter Tokens (vergleichbar zu Tokens sind Kupons, deren Funktion je nach ICO variieren kann) erfolgte durch Mastercoin im Juli 2013. Ethereum sammelte Geld über den Verkauf von Tokens im Jahre 2014 ein. Der erste ICO war der von Karmacoin in April 2014 für dessen Karmashares-Projekt.
2017 wurden NEO per ICO ausgegeben. Der Ausgabepreis betrug 3 Cents, zwischenzeitlich wurde NEO für 180 $ gehandelt, was es zum erfolgreichsten ICO aller Zeiten macht.
ICOs und Token Sales sind in den USA verbreitet. Mit Stand Ende Juli 2017 wurden über 60 ICO-Angebote gelistet. Ein ICO des neuen Webbrowsers Brave erbrachte rund 35 Millionen Dollar in weniger als 30 Sekunden. Binance konnte 15 Millionen US-Dollar einsammeln. Aktuell gibt es mehr als 30 Websites, die ICOs dokumentieren.
Der erste bekannte ICO in Deutschland ist der Verkauf von Wys-Token durch die Berliner Wysker UG (haftungsbeschränkt).
Im Fürstentum Liechtenstein wurde am 21. Juni 2019 das erste Blockchain-Gesetz zu Regulierungen von ICOs und der Tokenökonomie vorgestellt.

### Im Rahmen von ICOs stattfindende Exit-Scams und Ponzi-Schemen
Die meisten Exit-Scams (auch bekannt als Rugpulls) sowie Ponzi-Schemen im Zusammenhang mit Kryptowährungen finden im Rahmen solcher ICOs statt. So geht beispielsweise ein Bericht der Satis Group davon aus, dass es sich bei 80 % aller 2017 stattgefundenen ICOs um Scams solcher Art gehandelt hat. Hierbei besteht die Vorgehensweise der Täter in der Regel darin, Gelder der jeweiligen Investoren einzunehmen, den Preis des jeweiligen Projekts aufzublasen und im Anschluss das Projekt zu verlassen, nachdem die Urheber des Projekts all ihre Anteile zu deutlich erhöhten Preisen verkauft haben. Bekannter Beispiele solcher Scams sind AriseCoin, BitConnect, Centra, Modern Tech sowie PlexCoin.
Aufgrund der relativen Neuartigkeit solcher ICOs liegen derzeit keine klaren staatlichen Regularien vor. Dieser Umstand sowie die Pseudonmyität, die mit Transaktionen im Bereich der Kryptowährungen einhergeht, und die Tatsache, dass diese meist über nationale Grenzen hinweg stattfinden, erschwert das Vorgehen gegen die Täter.
Die BaFin veröffentlichte Leitlinien zu ICOs.
Seit 2017 geht die SEC aktiv gegen die Urheber solcher Straftaten vor. Die SEC äußerte sich nicht dazu, ob alle auf Blockchains basierende Tokens und Kryptowährungen Wertpapiere im zu regulierenden Sinne darstellen, diese Entscheidung werde von Fall zu Fall getroffen. Das Statement der SEC könnte aber mehr Vertrauen der breiten Öffentlichkeit in ICOs schaffen und damit eine höhere Investitionsbereitschaft in diese Finanzinstrumente. Im November 2017 veröffentlichte die BaFin eine Verbraucherwarnung zu den ICOs. Darin macht die Finanzaufsichtsbehörde auf erhebliche Risiken für Verbraucher, bis hin zu einem Totalverlust der Investition, aufmerksam.
Die aufsichtsrechtliche Einordnung der Ausgabe von Token ist in Deutschland bis heute mit erheblicher Rechtsunsicherheit verbunden. Die BaFin verweist darauf, dass die aufsichtsrechtliche Kategorisierung nicht einfach anhand der gängigen Token-Klassen (Equity-, Currency- und Utility-Token) erfolgen kann. Es müsse eine Einzelfallprüfung vorgenommen werden, die den konkreten rechtlichen Charakter der ausgegebenen Token identifiziert. Hintergrund ist wohl auch die Erkenntnis, dass in der ICO-Praxis die ausgegebenen Token oft hybrider Natur sind.